# Sonda Stardust
Stardust (termine inglese che significa "polvere di stelle") è una Sonda spaziale costruita e lanciata dalla NASA il 7 febbraio 1999; durante la missione la sonda ha raccolto dallo spazio alcune molecole e frammenti provenienti dalla cometa Wild 2, grazie a uno speciale materiale a bassissima densità chiamato aerogel, e ha anche incontrato la Cometa Tempel 1 il 14 febbraio 2011. La missione è terminata il 24 marzo 2011, quando la sonda ha esaurito tutto il combustibile.
Questi campioni sono stati quindi inviati a terra per mezzo di una speciale capsula, atterrata il 15 gennaio 2006 e portata nel Johnson Space Center. Da qui vennero prelevati alcuni frammenti, che sono successivamente stati inviati a laboratori in tutto il mondo (per l'Italia se ne è occupata l'INAF). Il tutto in una camera il più possibile asettica.
Sono stati trovati incastrati nell'aerogel circa dieci frammenti di dimensioni dell'ordine dei 100 micrometri. Si è quindi cominciato il progetto LANDS (Laboratory Analyses of Dust from Space), l'analisi morfologica, chimica, mineralogica e spettroscopica dei campioni raccolti.

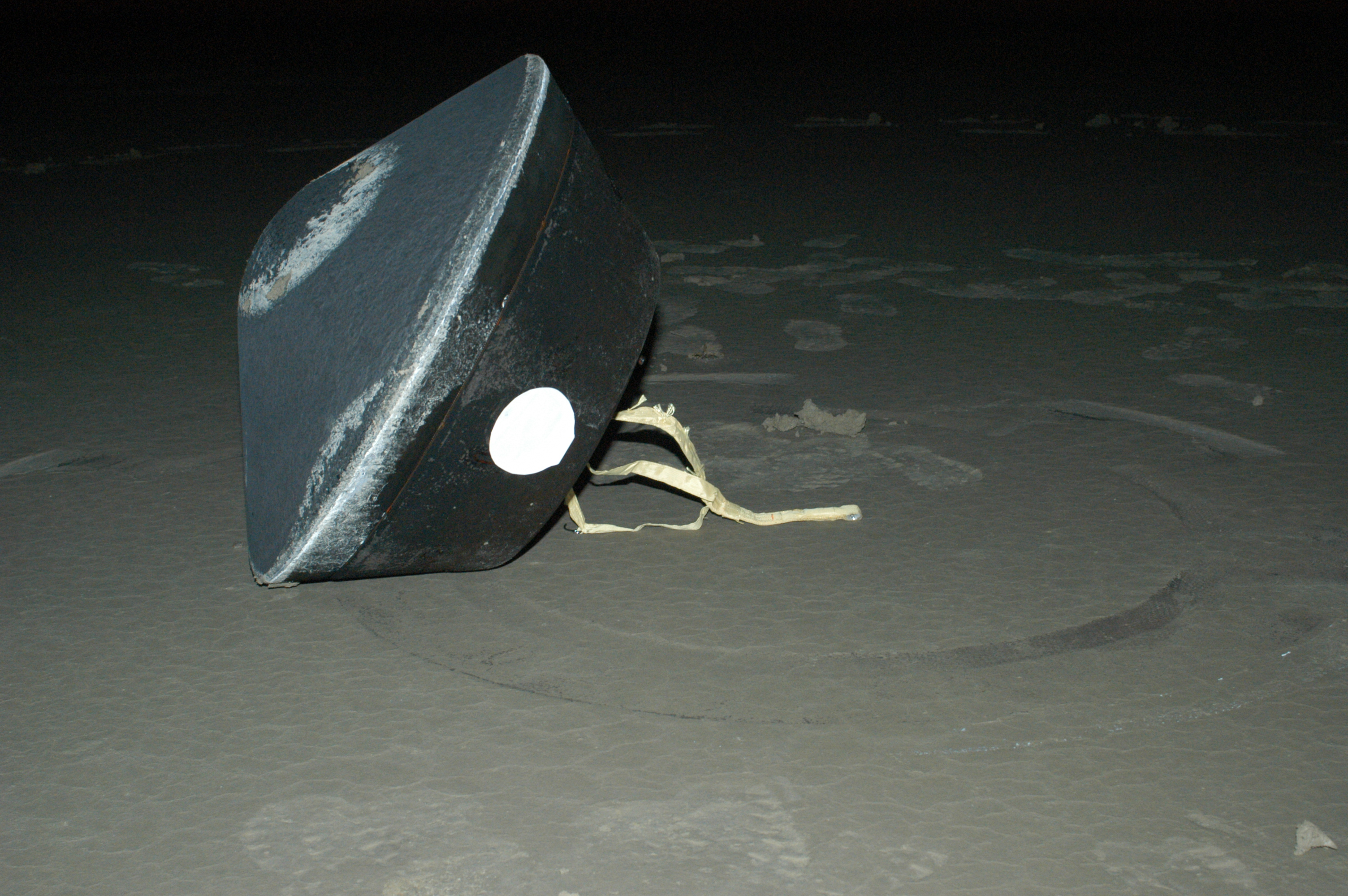
Capsula contenente i campioni provenienti dalla cometa e dallo spazio interstellare atterrata alle 10:10 UTC (15 gennaio 2006)

## Missione

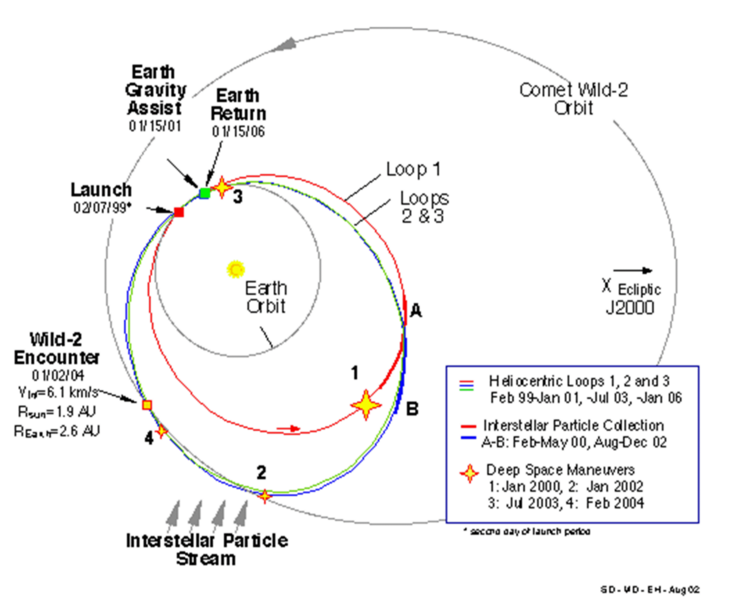
Percorso della sonda

Dopo il lancio del 1999, la sonda Stardust viaggiò in un'orbita posta oltre a quella terrestre, ma intersecante con essa; il razzo Delta II non aveva infatti abbastanza energia per raggiungere la cometa Wild 2 direttamente. La sonda si riavvicinò quindi alla Terra nel gennaio 2001 per compiere una manovra di fionda gravitazionale e ampliare l'orbita in modo da raggiungere la cometa.
Durante la seconda orbita, la sonda raggiunse la cometa Wild 2 il 2 gennaio 2004 ed effettuò un flyby. Vennero raccolti campioni dalla coda della cometa e riprese diverse fotografie del nucleo ghiacciato. Inoltre la missione completò diversi altri obiettivi, tra cui flyby a 3300 km dell'asteroide 5535 Annefrank con la ripresa di varie fotografie il 2 novembre 2002, e l'acquisizione di polvere interstellare. Nei periodi di marzo - maggio 2000 e luglio - dicembre 2002 la sonda venne angolata verso un flusso di polvere che si riteneva proveniente dall'esterno del sistema solare e furono raccolti dei campioni.
La capsula con i campioni di materiale tornò sulla Terra circa alle 10:10 UTC il 15 gennaio 2006 nel deserto dello Utah. I venti hanno spostato di qualche chilometro la traiettoria, che tuttavia si mantenne entro i parametri previsti. Durante il rientro la capsula viaggiò in un percorso quasi piatto ad una velocità di 12,9 km/s, la più alta mai raggiunta da un artefatto umano durante un rientro. La NASA ha affermato che a tale velocità si potrebbe viaggiare da Salt Lake City fino a New York in meno di sei minuti. Nello Utah occidentale e nel Nevada orientale fu osservato un boom sonico e una grande sfera di fuoco.
La sonda Stardust fu deviata per evitare che rientrasse anch'essa sulla Terra ed in seguito la NASA estese la missione (Stardust NExT) per il sorvolo ravvicinato della cometa Tempel 1 (già obiettivo della missione Deep Impact) che avvenne il 14 febbraio 2011..
Il 24 marzo 2011, esauriti gli obbiettivi del sorvolo di Tempel 1, la sonda fu collocata su un'orbita che non la porterà ad incontrare la Terra o Marte nei prossimi cento anni, secondo gli standard di sicurezza richiesti dalla NASA, e disattivata.
Il principal investigator della missione fu Donald Brownlee dell'University of Washington.

## La sonda

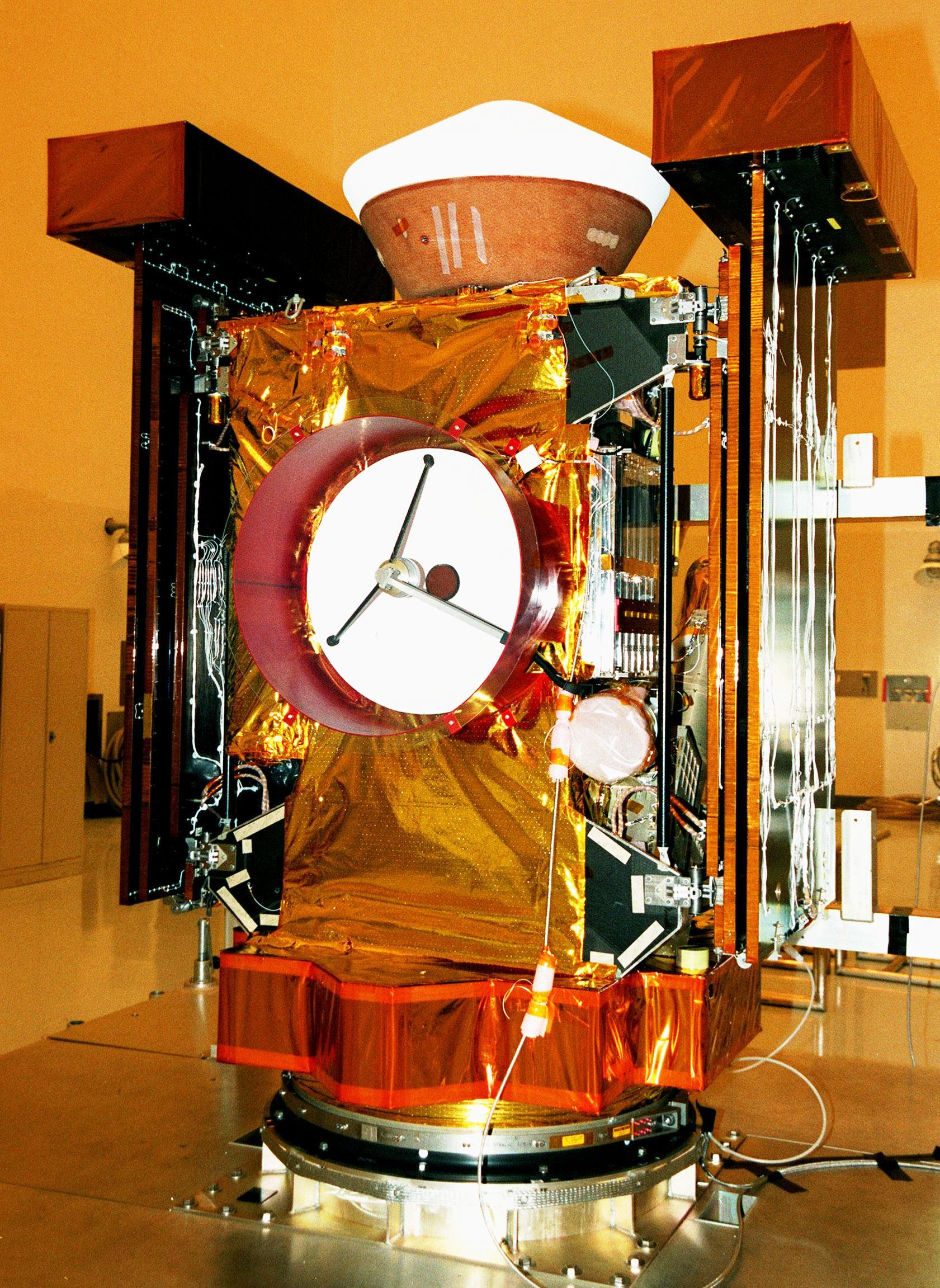
Preparativi per il lancio della Stardust

La sonda incorpora componenti che sono tutti virtualmente impiegati in missioni attualmente operanti nello spazio o qualificati per il volo. Molti componenti sono stati ereditati dalla missione Cassini-Huygens, mentre altri vennero sviluppati nella Small Spacecraft Technologies Initiative (SSTI).
Essendo una missione di ritorno di campioni, Stardust è soggetta alle massime restrizioni per evitare le contaminazioni e classificata al livello 5 di protezione planetaria. Tuttavia, il rischio di una contaminazione interplanetaria da parte di una forma di vita aliena è considerata bassa: gli impatti di particelle ad una velocità di migliaia di chilometri all'ora - anche nell'aerogel - distruggerebbero qualunque microorganismo conosciuto.
La massa totale del veicolo, incluso il propellente a base di idrazina necessario per le manovre, è di 380 kg.
Ad una estremità della sonda era presente la capsula per il ritorno dei campioni contenente il supporto per l'aerogel montato su un braccio che permette di estenderlo. All'estremità opposta era presente lo scudo principale e l'interfaccia con il vettore di lancio. I pannelli solari sono fissati ai due lati della sonda. A differenza di molte altre missioni, dopo essere stati spiegati non si orientano verso il Sole, perché la sonda richiede poca energia e genera una quantità adeguata di energia durante la lunga rotta. La fase di incontro, quando è necessario orientare il collettore e lo scudo verso la cometa Wild 2 indipendentemente dalla posizione del Sole, è stata relativamente breve. Ogni pannello solare ha il proprio scudo per la polvere. La restante parte della sonda è costituita dalla parabola per le comunicazioni e dagli strumenti scientifici.
Su Stardust è presente il sistema operativo embedded VxWorks, sviluppato dalla Wind River Systems, che viene eseguito su un processore a 32 bit RAD6000. Sono presenti 128 MB di memoria per i programmi e per i dati.

## Carico scientifico

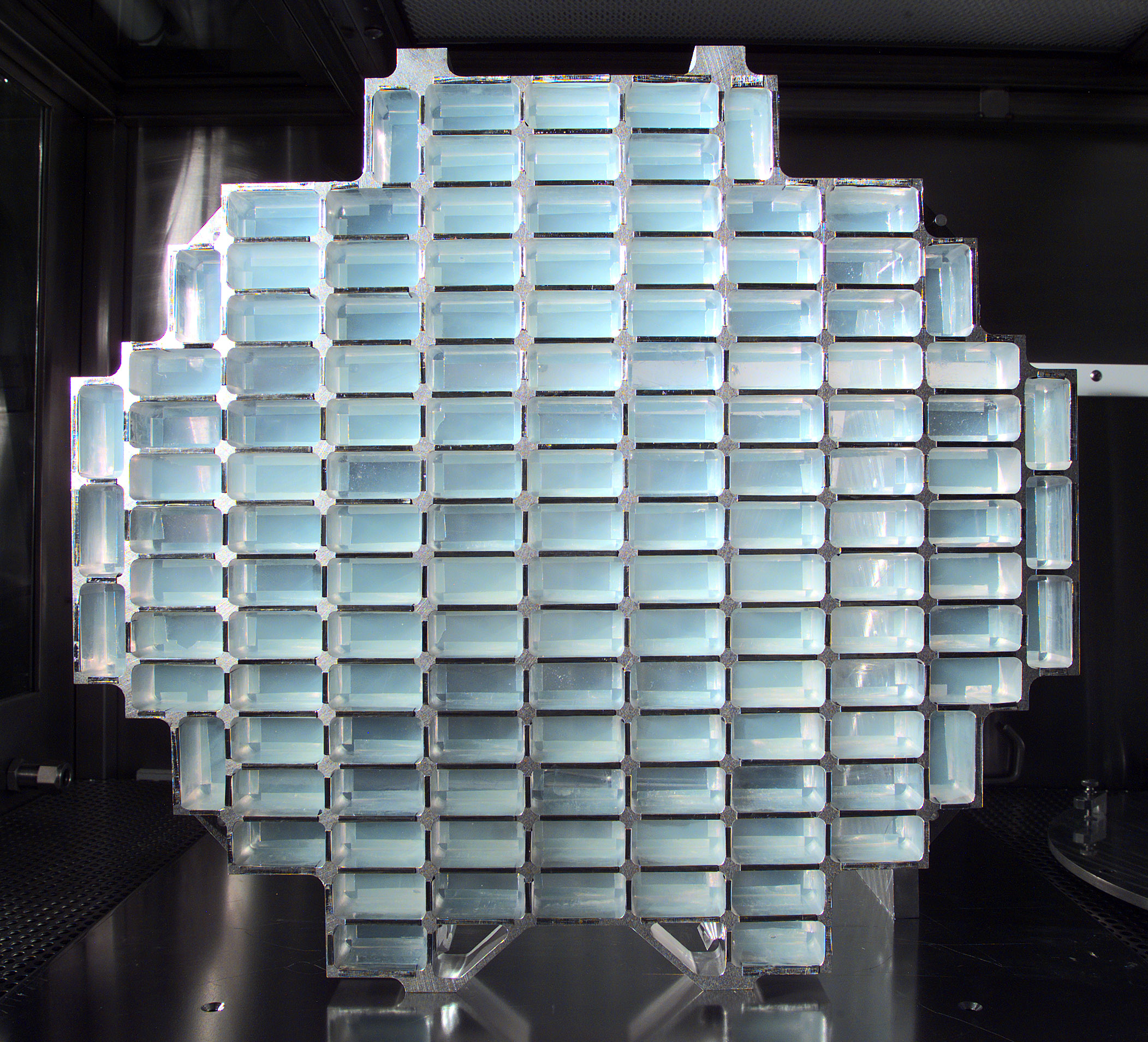
Raccoglitore con blocchi di aerogel (NASA)

### Raccoglitori in aerogel
Le particelle presenti nello spazio interstellare e provenienti dalla cometa sono catturate in un aerogel a densità ultra bassa. Per entrambi i tipi di particelle sono presenti più di 1000 cm³. Il supporto del raccoglitore contiene novanta blocchi di aerogel in una griglia metallica, come per i cubetti di ghiaccio. Il raccoglitore ha le dimensioni di una racchetta da tennis.
Quando la sonda volò vicino alla cometa, la velocità di impatto delle particelle nella coda si aggirava attorno a 6100 m/s, più di nove volte la velocità di un proiettile sparato da un fucile.

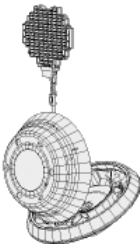
capsula con il raccoglitore in aerogel

Per raccogliere le particelle senza danneggiarle è stato usato un materiale solido a base di silicio con una struttura spugnosa e porosa, costituita per il 99,9% del suo volume da vuoto. L'aerogel è 1000 volte meno denso del vetro, un'altra struttura solida basata sul silicio. Quando una particella colpisce l'aerogel, affonda nel materiale, scavando una microgalleria lunga fino a 200 volte la dimensione della particella, rallentando e fermandosi. L'aerogel è trasparente (una proprietà che gli ha valso il soprannome di "fumo solido" o "fumo blu") in modo che gli scienziati possano in seguito rilevare le particelle in base alle tracce lasciate da esse.
L'aerogel è contenuto in una capsula di ritorno, che si è separata dalla sonda e ha effettuato un atterraggio con paracadute sulla terra, mentre la sonda stessa ha acceso i motori per mettersi in orbita attorno al Sole.
L'atterraggio della capsula ha destato non poche preoccupazioni perché il progetto del paracadute era comune a quello usato per la Sonda Genesis, la cui capsula si schiantò al suolo a causa di un guasto proprio al paracadute. Tuttavia l'atterraggio della capsula della sonda Stardust fu senza incidenti e avvenne nel deserto dello Utah.
Vennero scattate circa un milione di fotografie all'aerogel, in modo da riprendere ogni sua piccola porzione. Queste sono state inviate ad un progetto di calcolo distribuito chiamato Stardust@home per la ricerca delle particelle.

### Analizzatore di polveri cometarie e interstellari

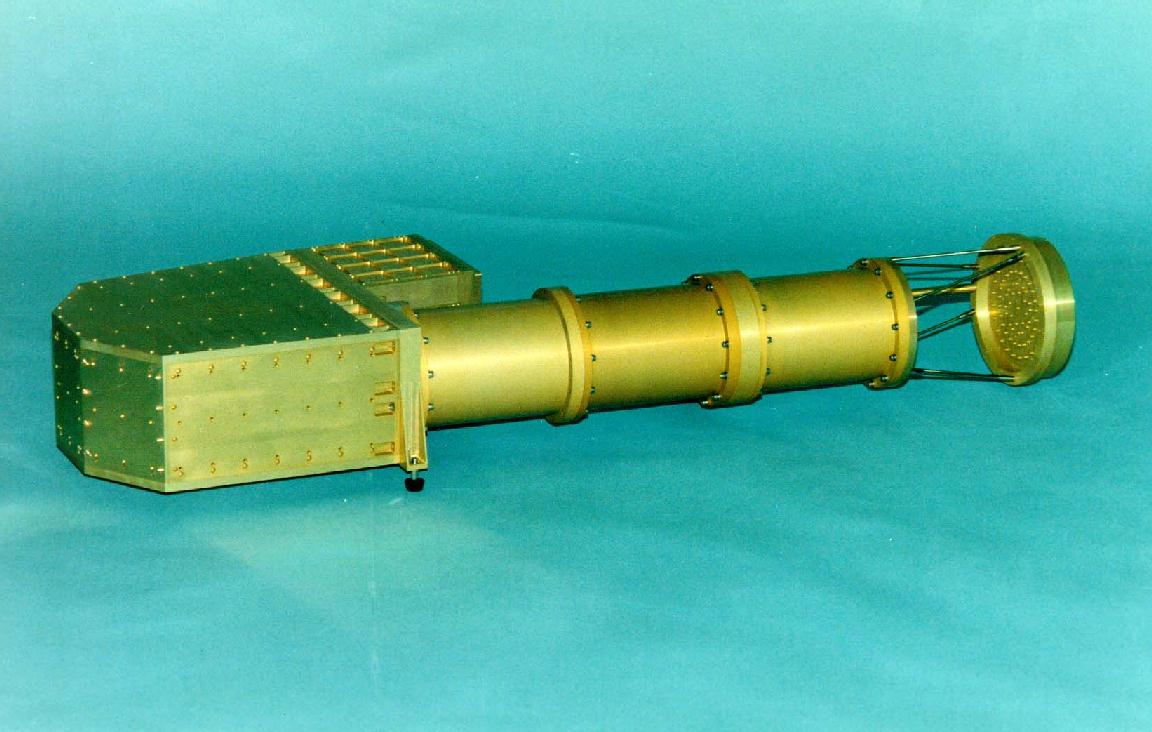
Comet and Interstellar Dust Analyzer (CIDA)

Il CIDA (Comet and Interstellar Dust Analyzer) è uno spettrometro di massa che determina la composizione di ogni granello di polvere che impatta su un particolare piatto di argento.
Lo strumento separa le masse degli ioni confrontando i tempi di attraversamento degli stessi attraverso lo strumento. Il principio di funzionamento è il seguente: quando una particella di polvere colpisce l'obiettivo dello strumento, gli ioni vengono estratti da esso tramite una griglia elettrostatica. A seconda della carica della griglia possono essere estratti ioni positivi o negativi. Gli ioni estratti si muovono attraverso lo strumento, e sono riflessi da un riflettore e rilevati in un rilevatore. Gli ioni più pesanti impiegano un tempo maggiore per muoversi attraverso lo strumento rispetto a quelli più leggeri, quindi i tempi possono essere utilizzati per calcolare la loro massa.
Questo strumento volò a bordo della Missione Giotto e in due sonde del Programma Vega, ottenendo dati unici sulla composizione chimica delle particelle provenienti dal coma della cometa di Halley.
Jochen Kissel del Max-Planck-Institut für extraterrestrische Physik in Garching bei München, Germania, dove venne sviluppato lo strumento, è il coinvestigator.
L'elettronica venne costruita da von Hoerner & Sulger GmbH e il software sviluppato dal Finnish Meteorological Institute.

## Camera di navigazione
La Navigation Camera (NAVCAM) venne usata principalmente per il puntamento del flyby, ma fornì anche immagini ad alta risoluzione della cometa. In particolare tramite essa la sonda effettuò la sua navigazione durante l'avvicinamento all'obiettivo, mantenendo la giusta distanza in modo da poter raccogliere adeguatamente i campioni. Le immagini ad alta risoluzione riprese nell'avvicinamento, nell'allontanamento e durante la fase intermedia sono state usate per costruire una mappa tridimensionale del nucleo per capire meglio la sua origine, la morfologia, le eventuali non omogeneità mineralogiche del nucleo e lo stato di rotazione. Le immagini sono riprese attraverso diversi filtri, che forniscono informazioni sui gas e la loro composizione, oltre che la dinamica delle polveri.
La camera fuoriesce da un "periscopio" costituito da uno specchio piegato rivolto oltre lo scudo, che mantiene il corpo della camera al riparo dal percorso delle particelle di polvere. Un secondo specchio permette alla camera effettuare riprese indipendentemente dall'orientamento della sonda. Il progetto di uno specchio doppio aumenta l'affidabilità del sistema; infatti entrambi gli specchi possono essere usati per la ripresa di immagini e per la navigazione. In questo modo durante l'avvicinamento sono usati per la navigazione e per le immagini, mentre quando la sonda si allontana lo specchio secondario permette alla camera di ruotare indietro, bypassando lo specchio principale. Se la polvere avesse graffiato lo specchio principale, si sarebbero potute scattare immagini chiare usando lo specchio secondario intatto, comunque tale evento non si verificò e la sonda resta in grado di riprendere buone immagini con entrambi gli specchi.
All'inizio della missione le performance della camera furono minacciate dalla contaminazione da parte di sostanze volatili provenienti dalla sonda che fuoriuscirono e si ridepositarono parzialmente sulla camera, producendo immagini offuscate. Anche se questo inconveniente non avrebbe compromesso l'obiettivo scientifico primario (ovvero la raccolta di campioni con l'aerogel), avrebbe ridotto i risultati scientifici. Per risolvere il problema vennero sovraccaricati dei riscaldatori elettrici utilizzati per mantenere la camera ad una temperatura accettabile. Un problema simile avvenne sulla missione Cassini-Huygens.

### Scudo e monitor

#### Scudo
Lo scudo è progettato per proteggere il veicolo durante il viaggio verso la cometa ed è costituito da tre sezioni, due per proteggere i pannelli solari e il restante per difendere la struttura principale della sonda. Il primo strato è costituito da pannelli in materiale composito
È stato progettato per difendere da particelle di dimensioni fino ad un centimetro di diametro.

### Dust Flux Monitor
Questo strumento è montato di fronte allo scudo e controlla il flusso e la distribuzione delle particelle. È stato sviluppato sotto la direzione di Tony Tuzzalino dell'University di Chicago e permette di rilevare particelle di dimensioni pari a pochi micrometri. Una plastica molto polarizzata genera impulsi elettrici quando viene colpita o penetrata da piccole particelle ad alta velocità.

## Studio dei campioni

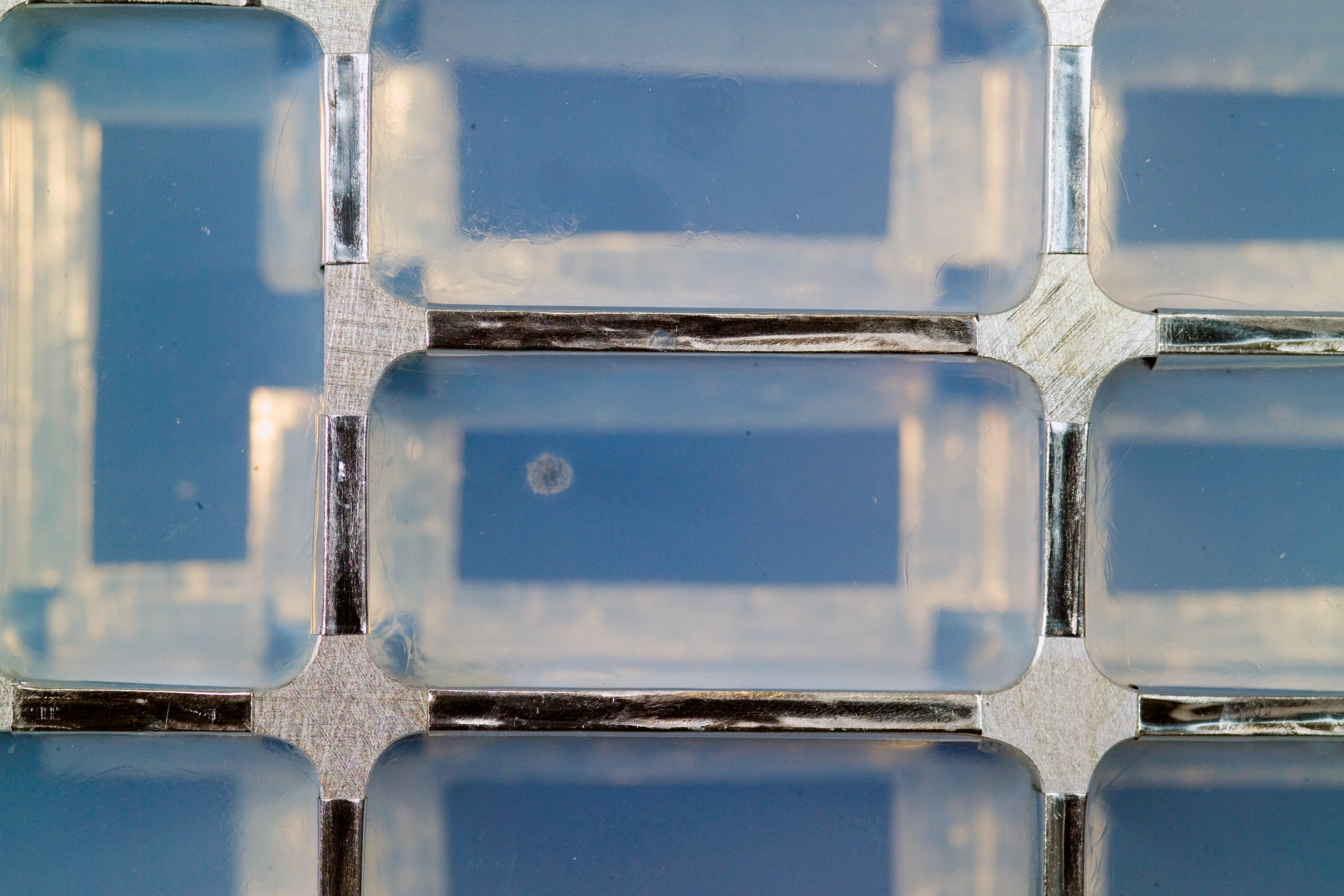
Impatto della polvere nel raccoglitore

I campioni furono trasportati dallo Utah fino alla Ellington Air Force Base a Houston e in seguito al Johnson Space Center. Il contenitore venne portato in una camera pulita che ha un "fattore di pulizia 100 volte superiori a quello presente in una sala operatoria di un ospedale", in modo da evitare la contaminazione dei campioni.
Il centro spaziale Johnson è anche la dimora della maggior parte dei campioni di roccia lunare portati a terra dalle missioni del programma Apollo.
La NASA ha effettuato una stima preliminare di un milione di microscopiche particelle di polvere intrappolate nell'aerogel. Sono presenti 10 particelle di 100 micrometri e la più grande misura 1 millimetro. I campioni sono analizzati da 150 scienziati in tutto il mondo.
Si stima che siano presenti 45 impatti di polvere interstellare nel collettore presente sull'altro lato del raccoglitore per le particelle della cometa. La ricerca di questi campioni è stata affidata ad un gruppo di volontari tramite il progetto Stardust@home.

## Analisi
Alla conferenza stampa il 13 marzo 2006, gli scienziati della NASA riferirono di aver trovato minerali che si formarono ad alte temperature, tra cui l'olivina, diopside, forsterite (che in forma di gemma è chiamato peridoto) e anortite. Questi risultati sono consistenti con precedenti osservazioni astronomiche di stelle giovani e la polvere di olivina è comunemente presente dove si pensa che avvenga la formazione delle comete. Inoltre sono risultati consistenti con la rilevazione spettrale dell'olivina nelle code di altre comete.

## Estensione della missione: studio di Tempel 1
Il 19 marzo 2006, i ricercatori che controllavano la missione annunciarono che si stava considerando la possibilità di dirigere la sonda verso la cometa Tempel 1, che era stata impattata durante la missione Deep Impact nel 2005. Questa possibilità era particolarmente interessante perché la sonda Deep Impact non riuscì a catturare una buona immagine del cratere formato sulla cometa, a causa della polvere sollevata.
Il 3 luglio 2007 fu approvata questa estensione della missione con la denominazione: New Exploration of Tempel 1 (NExT) - Nuova esplorazione della Tempel 1. Questa indagine permise, grazie al confronto fra i dati raccolti dalle due sonde, di studiare i cambiamenti verificatisi sul nucleo cometario a seguito del passaggio ravvicinato al Sole, estendendo allo stesso tempo la mappatura del nucleo cometario. In questo modo ha contribuito a rispondere ad alcune questioni sulla "geologia" dei nuclei cometari rimaste irrisolte dai precedenti incontri quale, ad esempio, se gli scorrimenti superficiali precedentemente fotografati avvengono in modo simile ad una polvere in movimento o piuttosto ad un liquido.
Il fly-by della cometa Tempel 1 è avvenuto il 14 febbraio 2011, alla distanza minima dalla cometa di 181 km. Successivamente all'invio a Terra dei dati scientifici rilevati durante il fly-by la sonda è stata configurata per acquisire ulteriori immagini durante la fase di allontanamento fintanto che sarà possibile ottenere informazioni scientificamente utili.
La sonda è stata decommissionata il 24 marzo 2011, attraverso un ultimo esperimento. Si è proceduto a svuotarne i serbatoi per valutare l'affidabilità dei modelli utilizzati per le stime del propellente, misurando direttamente quello ancora presente a bordo. La sonda è collocata su un'orbita che non la porterà ad incontrare la Terra o Marte nei prossimi cento anni, secondo gli standard di sicurezza richiesti dalla NASA.